# Tankō

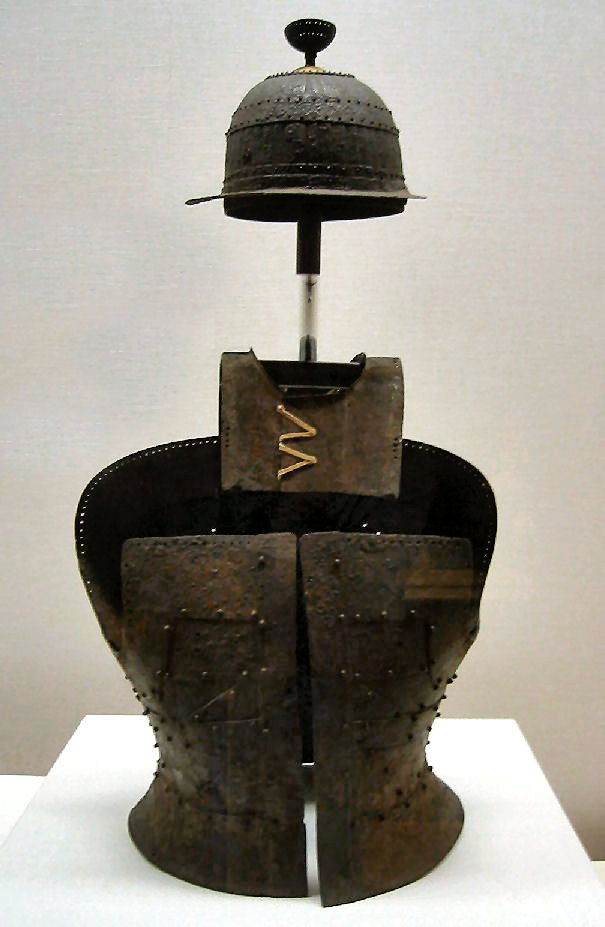
Tankō und Helm (Kabuto), ausgestellt im Nationalmuseum Tokyo

Tankō (jap. 短甲) auch „Gaya armour“, „Silla armour“ ist eine Form der japanischen Rüstung, wie sie in der Kofun-Zeit gebräuchlich war.

## Tankō

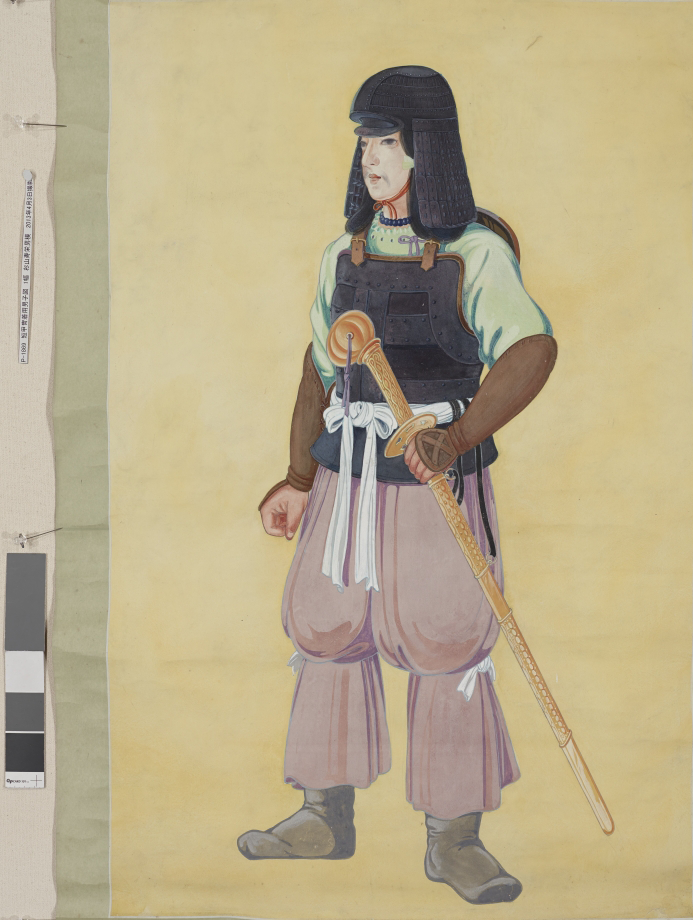
Tanko-Rüstung

Die Tankō (wörtlich „kurze Schale“) ist die als erstes definierbare Rüstung Japans.
Andere Arten die zuvor getragen wurden (jap. Jòdai no Katchù (Antike Rüstung, nach der Beschreibung des Rüstungshistorikers Suenaga Masao)) sind erwähnt, aber nicht nachweisbar.
Die Tankō wurde aus Eisenblech und gegerbtem Leder gefertigt, wobei sie an der Hüfte geschnürt wurde, um sie an den Körper des Trägers anzupassen. Das Leder diente als Auflage für die Eisenbleche und als Schutz und Futter, um Kleidung und Haut nicht zu beschädigen. Die Eisenbleche wurden in Streifen, überlappend oder nebeneinander auf den Lederpanzer aufgenietet. Der Rückenpanzer war höher gearbeitet als der Brustpanzer und bildete somit einen Schutz für das Genick. Die Vorderseite war geöffnet und konnte nach dem Anziehen geschlossen werden. Die Befestigung am Körper geschah über Stoffbänder, die über die Schultern liefen. Man nimmt an, dass diese Art der Rüstung durch chinesische Infanterierüstungen jener Zeit beeinflusst ist.

## Keikō

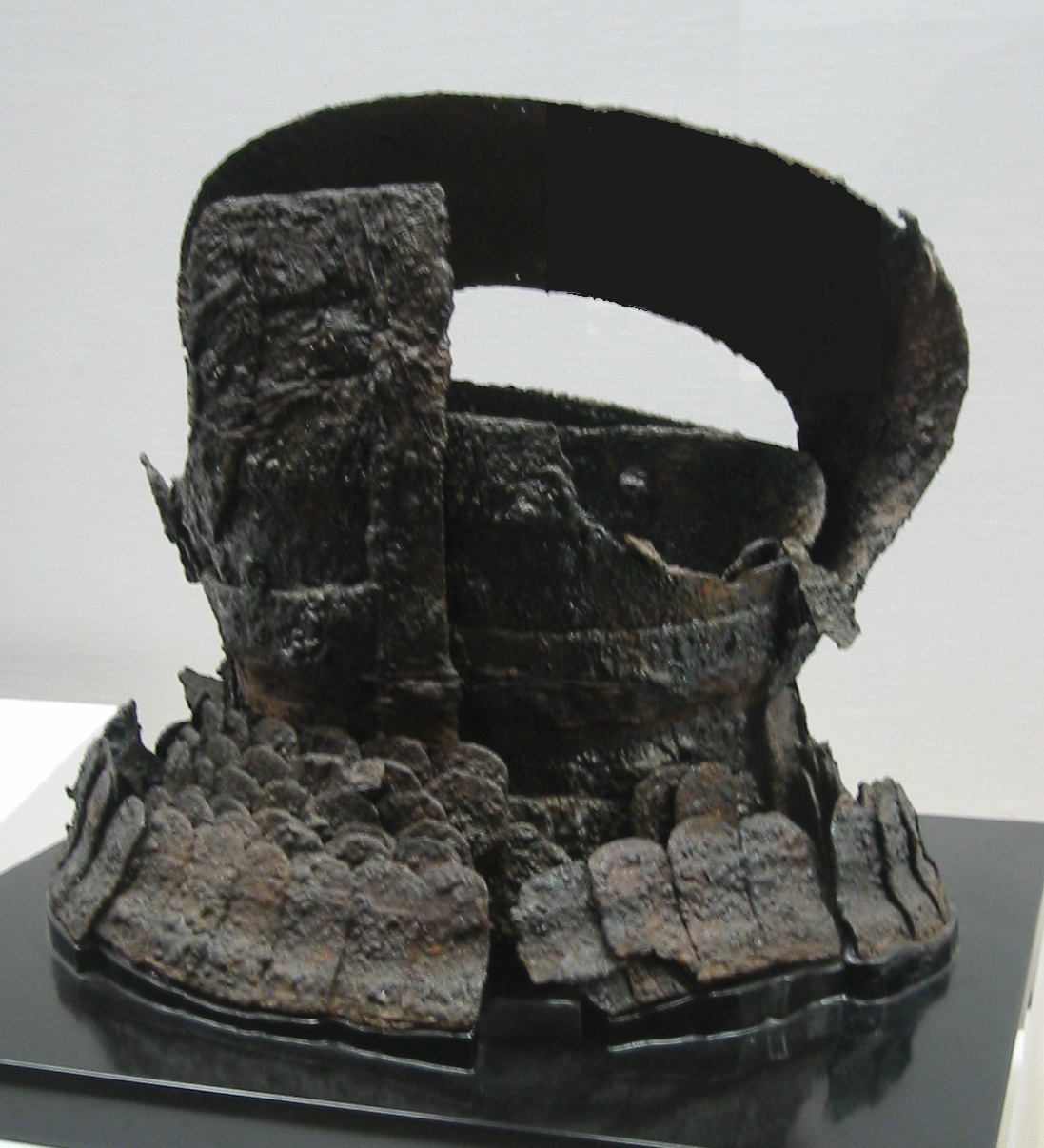
Keikō-Rüstung

Ein weiterer japanischer Rüstungstyp der Kofun-Zeit, die Keikō (wörtlich „hängende Schale“), ist dagegen von den Schutzkleidern der berittenen Nomaden Nordchinas beeinflusst. Er wurde in Japan ebenfalls als Rüstung für berittene Streitkräfte benutzt, da in dieser Zeit die Verwendung der Kavallerie an Bedeutung zunahm.
Der Unterschied zu der Tankō besteht die Keikō nur im oberen Bereich um die Brust aus Eisenbändern, während der untere Teil, bei manchen Versionen auch der gesamte Panzer aus Metalllamellen, die überlappend in Reihen angebracht wurden. Der Unterpanzer aus Leder wurde bei dieser Rüstungsform ebenfalls benutzt. Die Befestigung der Lamellen geschah durch Vernieten oder durch Untereinanderbefestigung mit Hilfe von Lederbändern.

## Helme

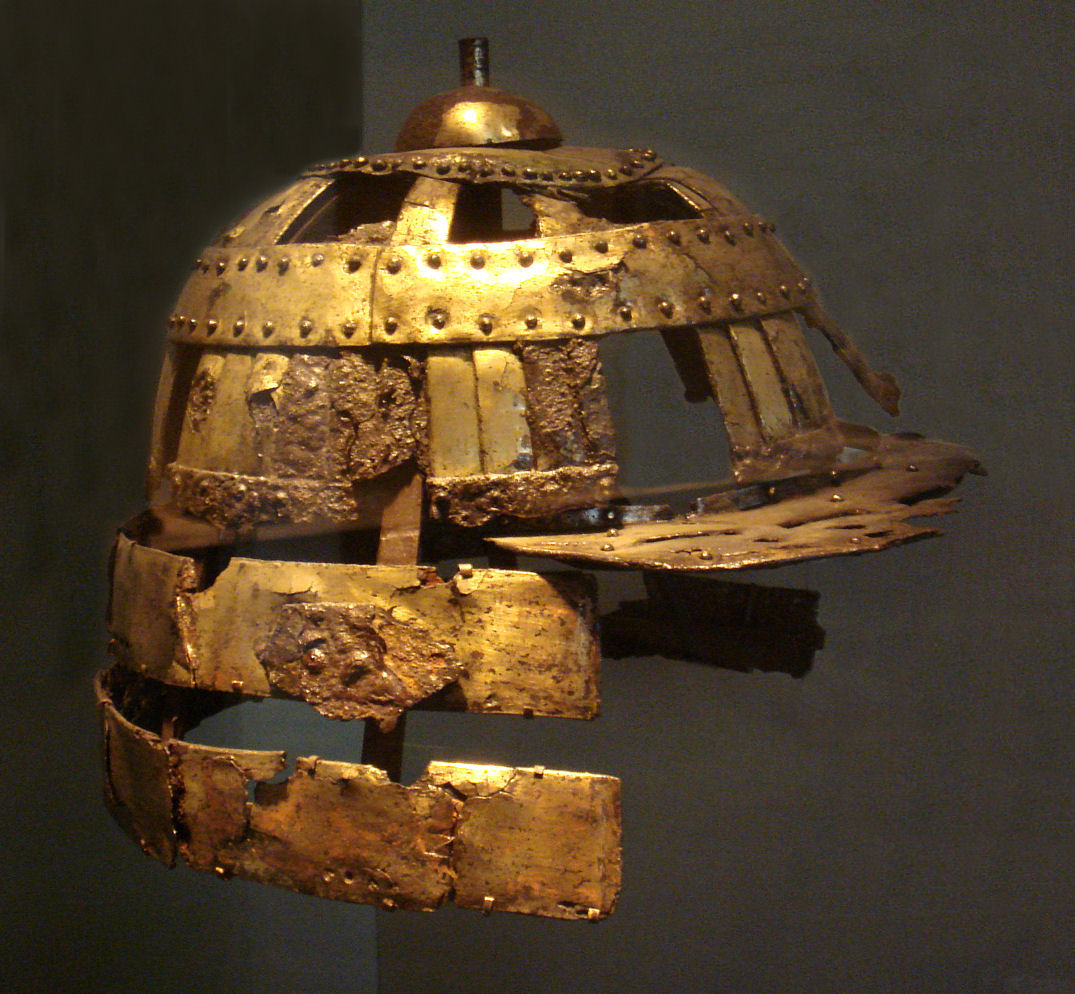
Kofun-Helm, 1. Version im Metropolitan Museum, New York

Die Helme (jap. Mabisashi) die zu dieser Rüstung getragen wurden, sind in zwei Versionen bekannt. Die erste besteht aus Eisenblechbändern, die ähnlich der Tankō übereinanderlappend gefertigt war (jap. Kondu Maruhachi). Auf die horizontal liegenden Bänder wurden Lamellenstücke genietet, die in dieser Form die Helmkalotte bildeten. An der Vorderseite wurde ein kurzer Augenschild angebracht, der oft durchbrochen gearbeitet war. Auf der Oberseite der Kalotte war ein kleiner Buckel mit einem Befestigungsstift für einen Helmbusch angebracht.

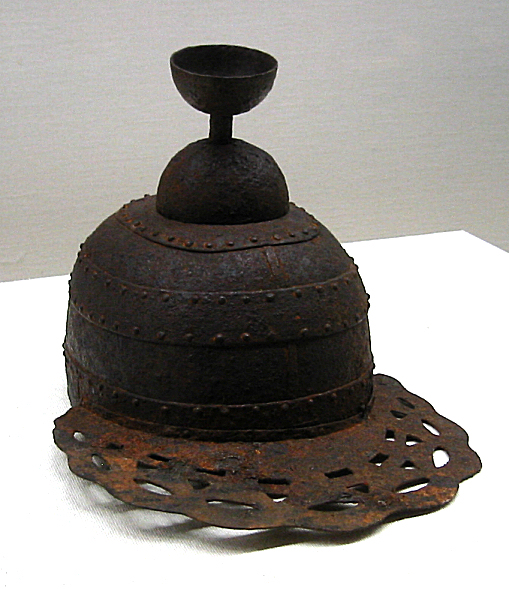
Kofun-Helm, 2. Version

Die zweite Version ist unterschiedlich gearbeitet. Sie hat eine Helmkalotte, die im Gesamten aus horizontalen und vertikalen Bändern besteht. Der Augenschild und die Befestigung für den Helmbusch sind wesentlich größer. Die Befestigung hat am oberen Ende eine schalenförmige Ausarbeitung, die ebenfalls zur Befestigung und Aufnahme des Helmbusches dient.

## Schild

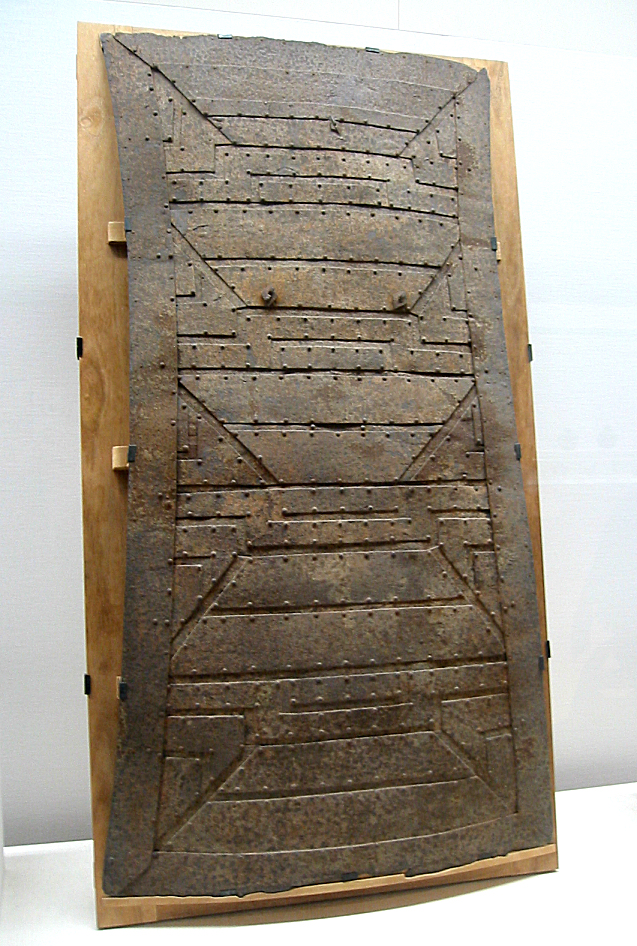
Kofun-Schild im Nationalmuseum Tokio

Der Schild, der zu diesen Rüstungen getragen wurde, bestand aus Eisenblech, das auf eine hölzerne Unterlage angebracht wurde. Die Befestigung der Schildbauteile und die Befestigung auf dem Schildkörper geschah durch Vernieten. Die Außenseite ist leicht konvex gebogen und mit dreieckigen und linienförmigen Mustern verziert.
Die Bezeichnungen Tankō und Keikō sind nicht historisch, sondern erst später von der Archäologie geprägt worden. Im Opferbuch des Tōdai-ji aus dem Jahr 756 sind Tankō und Keikō als Gaben verzeichnet, und diese Begriffe wurden dann Typen von ausgegrabenen Rüstungen zugeordnet.